# Louis Delaprée
Louis Delaprée est un journaliste et scénariste français né le 20 avril 1902 à Nort-sur-Erdre (Loire-Inférieure) et mort le 8 décembre 1936.

## Biographie
Louis Delaprée, Louis Marie Joseph Delaprée de son nom complet, est correspondant en Espagne pour le quotidien Paris-Soir pendant la guerre civile espagnole. Abattu par un avion républicain alors qu'il rentrait en France en décembre 1936, il est fait chevalier de la Légion d'honneur à titre posthume. Au même moment, une assez vive polémique oppose Pierre Lazareff à l'Humanité, le journal communiste accusant publiquement le patron de Paris-Soir d'avoir censuré plusieurs articles de son correspondant en ne les retenant pas pour publication. Les articles incriminés seront intégrés aux ouvrages posthumes de Delaprée. 
Après sa mort, Antoine de Saint-Exupéry le remplaça à titre de correspondant en Espagne. Lors de la Guerre d'Espagne, Louis Delaprée est l'une des plus célèbres victimes de la presse française, avec les journalistes Renée Lafont et Guy de Traversay, l'une et l'autre fusillés par les franquistes durant l'été 1936, ou encore la photographe Gerda Taro, tuée dans un accident en 1937. Deux séries des chroniques rédigées par Louis Delaprée sont publiées après sa mort en 1937. La première constitue un important témoignage sur le siège de Madrid vu du côté républicain. 
En 1933, il avait été co-scénariste, avec Julien Duvivier et Pierre Caldmann, de La Tête d'un homme, adaptation du roman éponyme de Georges Simenon.

## Publications
- Louis Delaprée, Le Village du péché, roman illustré par les photographies du film, production Sowkino, édition Pax-Film, Jules Tallandier, Paris, 1929 (BNF 32008348)
- Le Martyre de Madrid, témoignages inédits de Louis Delaprée, Madrid, 1937 (BNF 32008346)
- Louis Delaprée : Mort en Espagne, préface d'Alexandre Arnoux, Pierre Tisné éditeur, 1937 (BNF 32008347)